# Tadshikoraphidia denticulata
Tadshikoraphidia denticulata is een kameelhalsvliegensoort uit de familie van de Raphidiidae. De soort komt voor in Tadzjikistan en Oezbekistan.
Tadshikoraphidia denticulata werd voor het eerst wetenschappelijk beschreven door H. Aspöck et al. in 1968.